# ألف بود
ألف بود (بالإنجليزية: Alf Budd)‏ هو لاعب اتحاد الرغبي نيوزيلندي، ولد في 22 يناير 1880 في تيمارو ‏ في نيوزيلندا، وتوفي في 7 نوفمبر 1962 في ملبورن في أستراليا.